# Barlby
Barlby es un pueblo del distrito de Selby, en el condado de Yorkshire del Norte (Inglaterra). Está dentro de la parroquia de Barlby with Osgodby.

## Geografía
Según la Oficina Nacional de Estadística británica, Barlby tiene una superficie de 0,84 km².

## Demografía
Según el censo de 2001, Barlby tenía 3383 habitantes (48,86% varones, 51,14% mujeres) y una densidad de población de 4027,38 hab/km². El 19,72% eran menores de 16 años, el 73,37% tenían entre 16 y 74 y el 6,92% eran mayores de 74. La media de edad era de 38,81 años.
El 94,68% eran originarios de Inglaterra y el 3,61% de otras naciones constitutivas del Reino Unido, mientras que el 0,89% eran del resto de países europeos y el 0,83% de cualquier otro lugar. Según su grupo étnico, el 99,11% de los habitantes eran blancos, el 0,33% mestizos, el 0,09% asiáticos, el 0,09% negros y el 0,38% chinos. El cristianismo era profesado por el 82,01%, el budismo por el 0,24% y cualquier otra religión, salvo el hinduismo, el judaísmo, el islam y el sijismo, por el 0,27%. El 10,09% no eran religiosos y el 7,4% no marcaron ninguna opción en el censo.
Del total de habitantes con 16 o más años, el 22,2% estaban solteros, el 60,6% casados, el 2,03% separados, el 8,17% divorciados y el 7% viudos. Había 1370 hogares con residentes, de los cuales el 20,95% estaban habitados por una sola persona, el 7,01% por padres solteros con o sin hijos dependientes, el 48,11% por parejas casadas y el 11,31% sin casar, con o sin hijos dependientes en ambos casos, el 9,42% por jubilados y el 3,21% por otro tipo de composición. Además, había 55 hogares sin ocupar.